# Station Budapest-Déli
Budapest-Déli pályaudvar (Boedapest-Zuidstation) is een van de grote treinstations van de Hongaarse hoofdstad Boedapest, naast Nyugati pályaudvar, Keleti pályaudvar en  Kelenföldi pályaudvar. In tegenstelling tot de andere stations is het een modern gebouw uit glas en beton.

## Functie
In het kopstation beginnen en eindigen de treinen naar Transdanubië en de meeste voorstadstreinen op de Zuid-West route binnen de agglomeratie Boedapest. De hoofdlijnen zijn Boedapest - Győr - Hegyeshalom (lijn 1), Boedapest - Székesfehérvár - Nagykanizsa (lijn 30) en Boedapest - Dombóvár - Pecs (lijn 40). Het is naar passagiers aantallen het derde station van de hoofdstad. In de zomer betreft het vooral reizigers naar het Balaton, in de winter voornamelijk woon-werkverkeer.

## Ligging

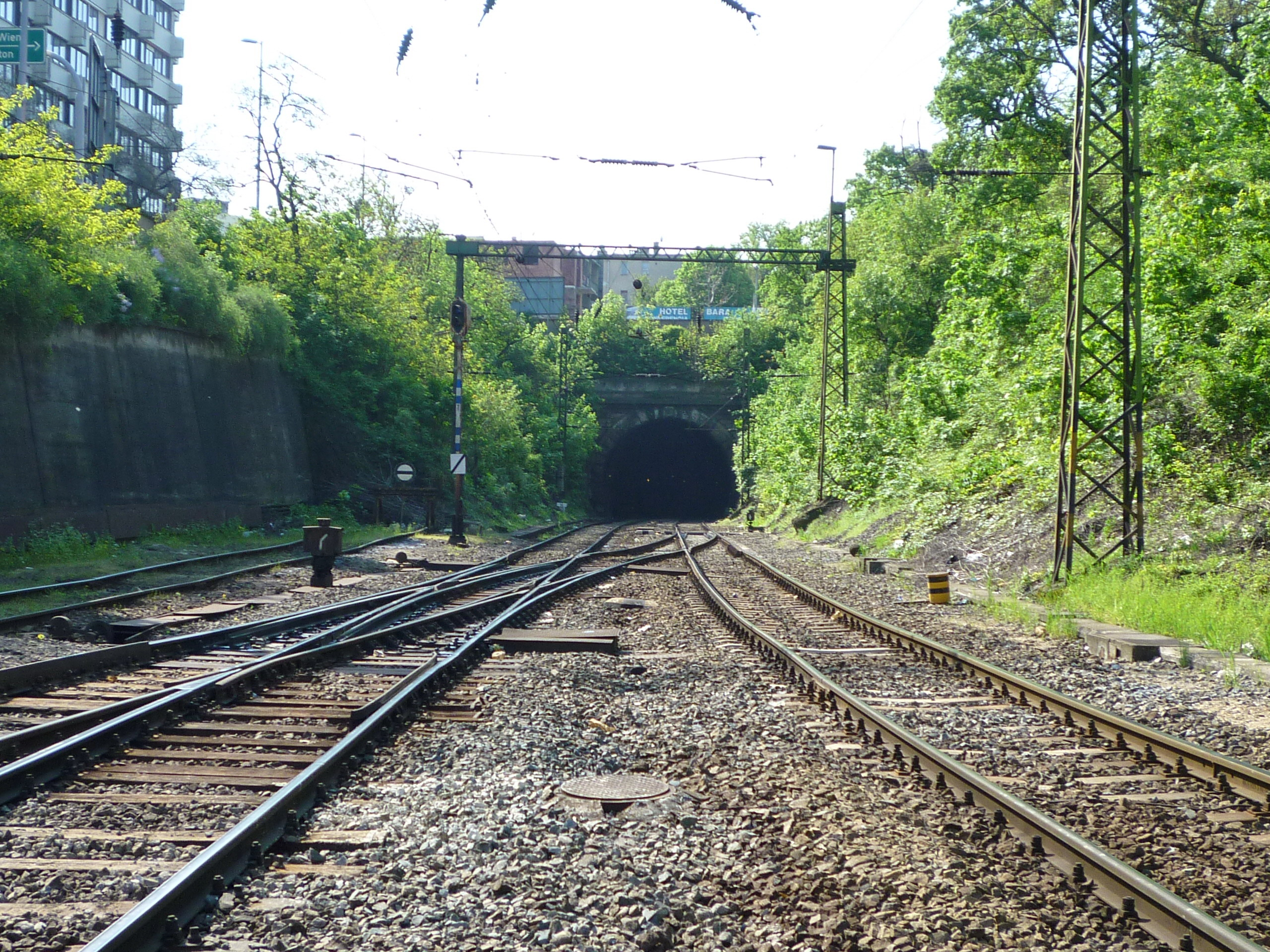
De Gellértbergtunnel aan de zuidkant van het station

Het station ligt in het stadsdeel Boeda op de grens van het 1e en het 12de district aan het Magyar jakubinusok plein. Via de Gellértbergtunnel aan de zuidkant van het emplacement is het station met de rest van het spoorwegnet verbonden. Het station wordt van het Vérmező park en de Burchtheuvel gescheiden door de Christina straat. Sinds 1972 is het station het westelijke eindpunt van  metrolijn 2. Verder verbinden de tramlijnen 17, 56, 56A, 59, 59A, 59B en 61 het station met de tramknooppunten Kálmán Széllplein (van 1951 tot 2011 Moskouplein) en Móricz Zsigmond rotonde.

## Geschiedenis

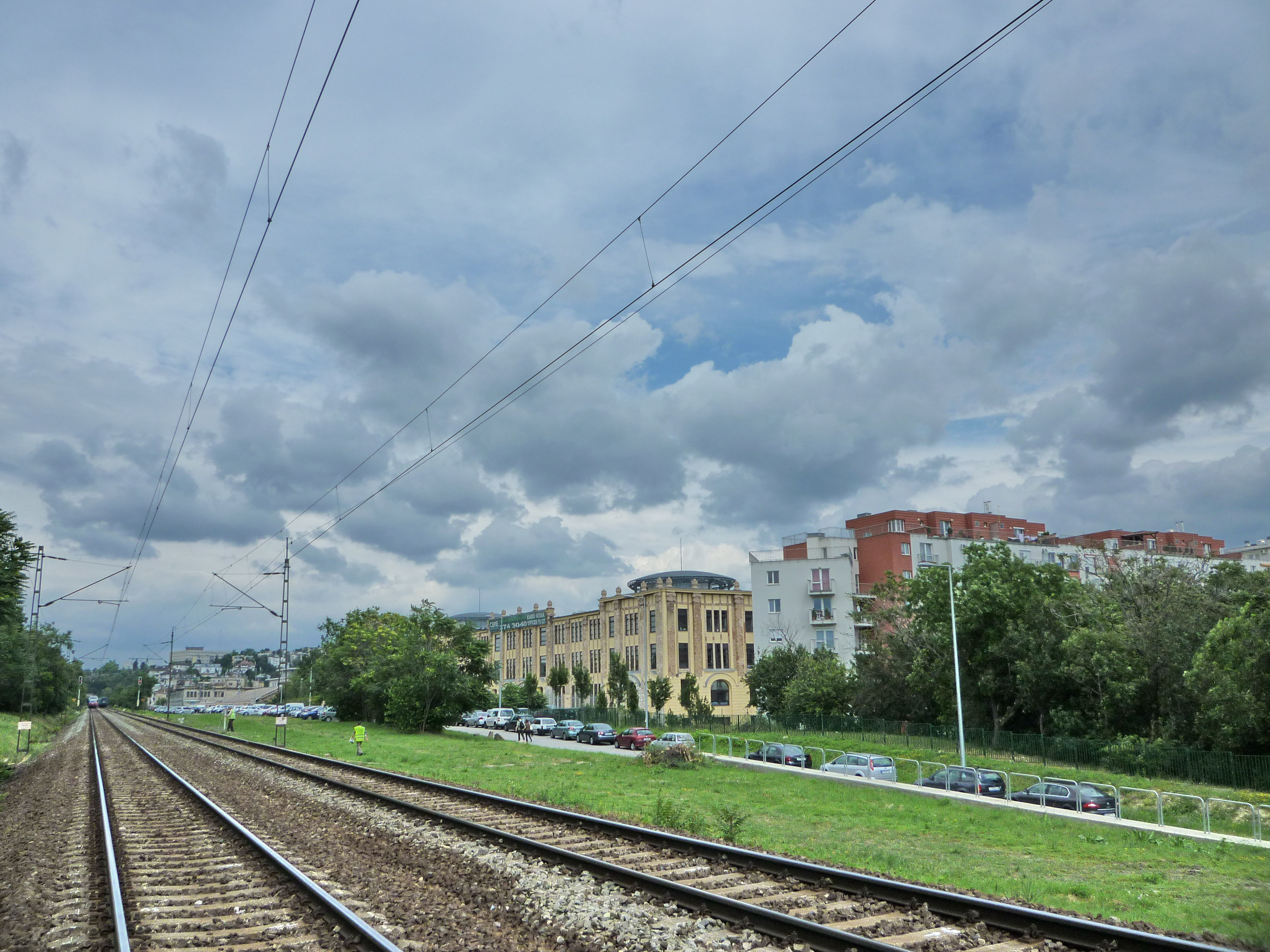
De spoorlijn tussen Déli en Kelenföld ten zuiden van de tunnel

In 1861 werd het deel tussen Boeda en Kanizsa van de Hongaarse Zuiderspoorweg (Déli Vasút) geopend. De naam Zuiderspoorweg duidt op de spoorlijn van Boedapest naar de Hongaarse haven Fiume aan de Adriatische Zee, de treindienst zelf werd onderhouden door de cs. kir. szab. Déli Vaspályatársaság, die ook andere lijnen in Oostenrijk-Hongarije exploiteerde. De reizigers moesten gebruikmaken van een provisorium terwijl de bouw van het stationsgebouw nog in volle gang was. Het eerste stationsgebouw had een houten kap boven de sporen, aan één kant geflankeerd door een gebouw voor vertrekkende passagiers en aan de andere kant het gebouw voor aankomende passagiers. Deze indeling met twee gebouwen naast een middenhal is nu nog te zien bij station Nyugati. In 1901 werd aan de kant van het Vérmező park, de oostkant van het emplacement, een nieuw stationsgebouw geopend om het groeiende aantal reizigers op te kunnen vangen. Dit gebouw handelde zowel de vertrekkende als aankomende reizigers af.
In de Tweede Wereldoorlog werd het station door bombardementen zwaar beschadigd en de spoorlijnen naar het station vernietigd. Na afloop van de oorlog werd niet meteen met de herbouw van het stationsgebouw begonnen en de reizigers moesten zich tot begin jaren 60 van de twintigste eeuw behelpen met allerlei noodvoorzieningen. In deze tijd is overwogen om het treinverkeer geheel te verplaatsen naar Kelenföldi pályaudvar aan de zuidkant van de Gellértbergtunnel, maar in 1962 werden tijdelijke perrons en een nieuwe glazen hal aan het eind van de sporen gebouwd.

## Herbouw

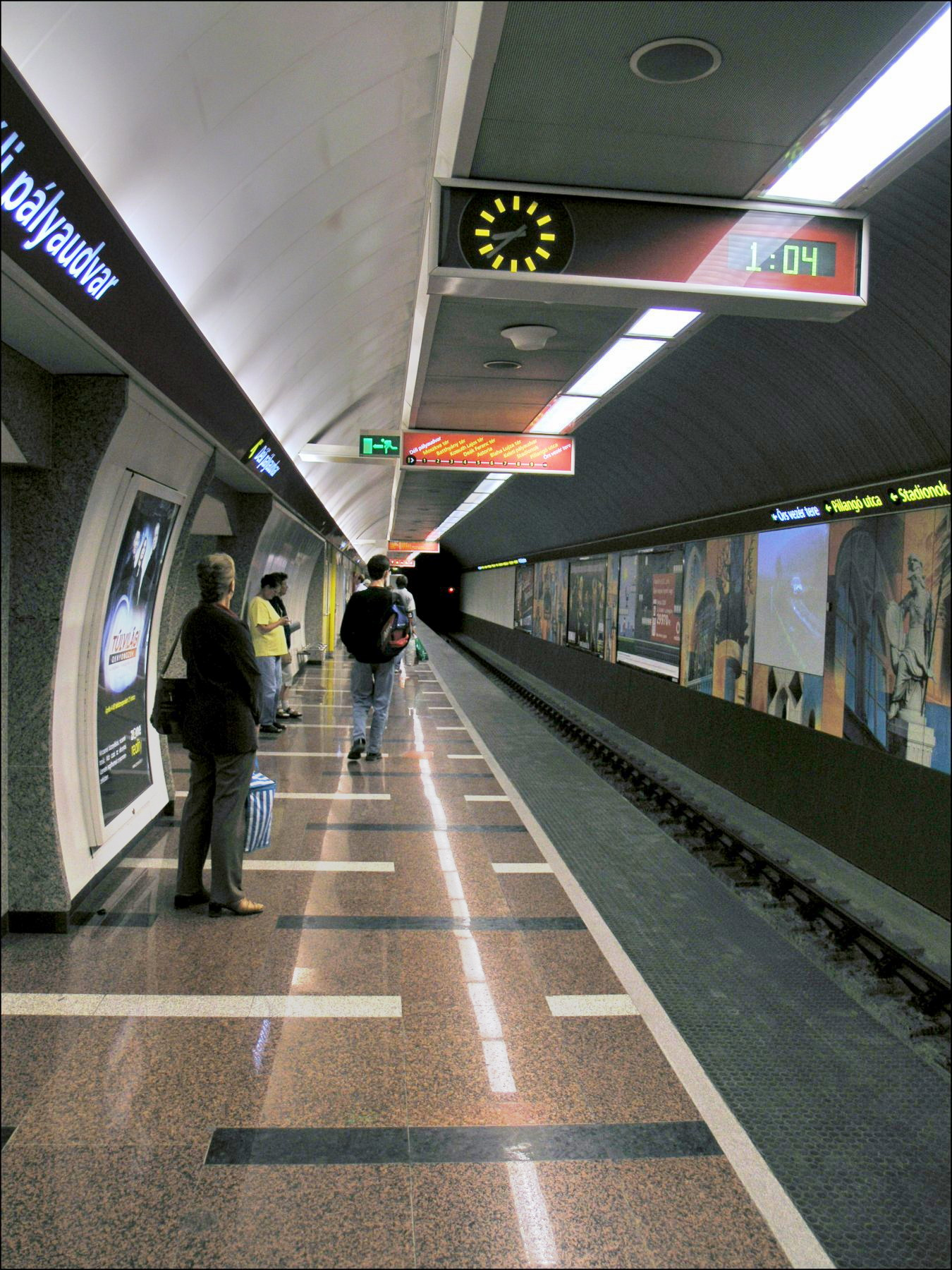
Het metrostation uit 1972

Architect Kővári György werkte tussen 1968 en 1974 aan plannen voor het station en de herbouw werd in 1970 gestart. Op 22 december 1972 werd het metrostation onder het huidige stationsgebouw in gebruik genomen, de keersporen van de metro liggen onder het station. De huidige hal met kaartautomaten en wachtkamer aan de westkant was begin 1973 de verbinding tussen het trein en het metrostation. In 1974 werden een aantal oude gebouwen gesloopt en werd op de plaats waar in 1901 het stationsgebouw stond een kantoorgebouw -op de foto links achter het stationsgebouw- opgetrokken. Een aantal attributen van het oude stationsgebouw werd ondergebracht in het verkeersmuseum van Boedapest. In 1975 werd het huidige station in gebruik genomen. Het station kende geen perron overkapping maar de perrons werden wel voorzien van bomen. In 1983 is het station van bovenleiding voorzien. In 2001 is het perron tussen de sporen 4 en 5 opgehoogd en van overkapping voorzien in verband met de start van intercity diensten naar Zalaegerszeg en de Citadella naar Slovenië. In de zomer van 2004 werd het plafond van de stationshal ontzet toen een trein naar binnen reed. Na dertig jaar gebruik verkeerde het station in slechte staat, zo was de witte beplating deels van de gevel gevallen en zaten er gaten in het plafond. De nodige reparaties brachten een verplaatsing naar Kelenföld weer op de agenda. Inmiddels is besloten het station met privé kapitaal te verbouwen. De gaten in het plafond zijn gedicht en de gevelbeplating is hersteld.